# Šaćir Mesihović
Hadži Mehmed Šaćir-efendija (ev. Šakir) Mesihović (1876 Vitina, okres Ljubuški, Osmanská říše – 6. října 1959 Sarajevo, Federativní lidová republika Jugoslávie) byl bosenskohercegovský islámský duchovní a pedagog bosňáckého původu.

## Životopis
Narodil se do vážené hercegovské rodiny Mesihovićů. Vystudoval medresu a poté sarajevský Daru-l-muallimin, muslimskou učitelskou přípravku. Následně se vydal za vzděláním do Istanbulu, kde dokončil medresu, islámskou vyšší školu, a nato i Mekteb-i Nüvvâb, učiliště pro islámské soudce. Po návratu do vlasti (kolem roku 1911) se stal muderrisem, učitelem, v medrese ve středobosenské Fojnici.
Roku 1917 byl zvolen mostarským muftím. Na tomto postu setrval až do roku 1928, kdy se stal členem ulem-medžlisu, nejvyšší rady duchovních Islámského společenství v Bosně a Hercegovině. Roku 1936, kdy byla změněna ústava Islámského společenství, byl penzionován.
Roku 1955 se kvůli nemoci nemohl vydat na puť do Mekky, a tak za sebe a svou první ženu poslal náhradníka (bedeala)
Mesihović byl dvakrát ženatý, ale obě manželství zůstala bezdětná.